# 布拉扎克
布拉扎克（法語：Boulazac，法語發音：[bulazak]）是法国多尔多涅省的一个旧市镇，位于该省中部，属于佩里格区。2016年1月1日，布拉扎克和相邻的另外2个市镇合并为新市镇布拉扎克-伊勒-马努瓦尔（Boulazac Isle Manoire），其中布拉扎克为政府驻地。

## 地理
布拉扎克（45°10'55"N, 0°45'47"E）面积14.58 平方千米，位于法国新阿基坦大区多爾多涅省，该省份为法国西南部内陆省份，是法國本土面积第三大的省，大致对应佩里戈尔地区，北起顺时针与夏朗德省、上维埃纳省、科雷兹省、洛特省、洛特-加龙省、吉倫特省和滨海夏朗德省接壤。
与布拉扎克接壤的市镇（或旧市镇、城区）包括：佩里格、特雷利萨克、巴西亚克、马努瓦尔河畔圣洛朗、阿蒂尔、萨尼亚克圣母镇。
布拉扎克的时区为UTC+01:00、UTC+02:00（夏令时）。

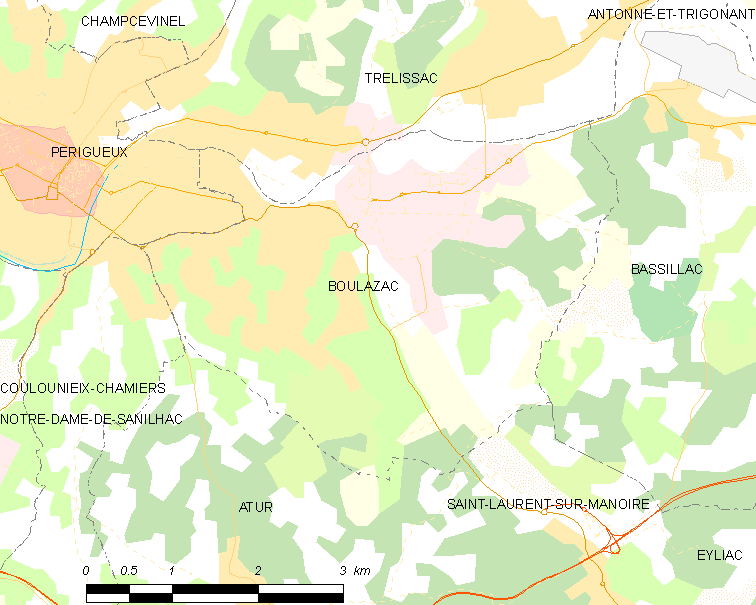
布拉扎克的OSM定位图

## 行政
布拉扎克的邮政编码为24750、24330，INSEE市镇编码为24053。

## 政治
布拉扎克所属的省级选区为伊勒-马努瓦尔县。

## 人口

1962-2008年间布拉扎克人口变化图示

布拉扎克于2018年1月1日时的人口数量为7170人。